# Patricia Donahue
Patricia Donahue, alla nascita Patricia Mahar (Brooklyn, 6 marzo 1925 – 11 giugno 2012), è stata un'attrice statunitense nota per aver interpretato i ruoli di Lucy Hamilton nella serie televisiva Michael Shayne e Birdie Welles in General Hospital.

## Biografia
Attrice prevalentemente televisiva, prese parte a una settantina di serie tra il 1956 e il 1987. I suoi ruoli più noti furono quelli di Hazel, vicina di casa di Nick e Nora Charles in L'uomo ombra (1958), Lucy Hamilton in Michael Shayne (1960) e Birdie Welles in General Hospital (1987). Partecipò inoltre come guest star in diversi serial di successo (tra i quali Perry Mason, Ai confini della realtà, Il Santo, Bonanza, Agenzia Rockford, La casa nella prateria). Sul grande schermo recitò in otto film dal 1957 al 1981.
Si sposò tre volte: la prima nel febbraio 1946 con il sassofonista jazz Sam Donahue, dal quale ebbe due figli, il compositore di colonne sonore Marc Donahue e il compositore e chitarrista Jerry Donahue, componente dei Fairport Convention. Dopo il divorzio, avvenuto nel 1954, si sposò nel 1961 con il produttore cinematografico Euan Lloyd, assieme al quale adottò un bambino vietnamita (Ando Lloyd) nel 1975, divorziando cinque anni dopo. Il terzo marito fu George Hogan, del quale rimase vedova nel febbraio 2001. Morì nel giugno 2012, all'età di 87 anni, per complicazioni sanguigne dopo un'operazione chirurgica.

## Filmografia

### Cinema
- I fratelli Rico (The Brothers Rico), regia di Phil Karlson (1957)
- Una ragazza ed una pistola (My Gun Is Quick), regia di Phil Victor e George White (1957)
- In the Money, regia di William Beaudine (1958)
- A Public Affair (1962)
- Sammy va al sud (Sammy Goes South), regia di Alexander Mackendrick (1963)
- The Fastest Guitar Alive, regia di Michael D. Moore (1967)
- Buona fortuna maggiore Bradbury (Paper Tiger), regia di Ken Annakin (1975)
- Alla maniera di Cutter (Cutter's Way), regia di Ivan Passer (1981)

### Televisione
- Death Valley Days – serie TV, un episodio (1956)
- Scienza e fantasia (Science Fiction Theatre) – serie TV, episodio 2x14 (1956)
- The Man Called X – serie TV, un episodio (1957)
- Mr. Adams and Eve – serie TV, un episodio (1957)
- Goodyear Theatre – serie TV, episodio 1x03 (1957)
- Official Detective – serie TV, un episodio (1957)
- Sheriff of Cochise – serie TV, un episodio (1957)
- Richard Diamond (Richard Diamond, Private Detective) – serie TV, 4 episodi (1957-1959)
- The Californians – serie TV, un episodio (1958)
- The Walter Winchell File – serie TV, 2 episodi (1958)
- Alcoa Theatre – serie TV, un episodio (1958)
- Tales of Wells Fargo – serie TV, un episodio (1958)
- The Lineup – serie TV, un episodio (1958)
- Northwest Passage – serie TV, un episodio (1958)
- L'uomo ombra (The Thin Man) – serie TV, 7 episodi (1958-1959)
- Colonel Humphrey Flack – serie TV, un episodio (1958-1959)
- Bat Masterson – serie TV, 2 episodi (1958-1960)
- U.S. Marshal – serie TV, 2 episodi (1958-1960)
- The Third Man – serie TV, un episodio (1959)
- Trackdown – serie TV, un episodio (1959)
- The Millionaire – serie TV, un episodio (1959)
- General Electric Theater – serie TV, episodio 8x02 (1959)
- Peter Gunn – serie TV, episodio 2x04 (1959)
- I racconti del West (Dick Powell's Zane Grey Theater) – serie TV, un episodio (1959)
- Man with a Camera – serie TV, episodio 2x03 (1959)
- Indirizzo permanente (77 Sunset Strip) – serie TV, episodio 2x13 (1959)
- Philip Marlowe – serie TV, episodio 1x13 (1959)
- Perry Mason – serie TV, 2 episodi (1959-1962)
- Black Saddle – serie TV, un episodio (1960)
- Le leggendarie imprese di Wyatt Earp (The Life and Legend of Wyatt Earp) – serie TV, un episodio (1960)
- Markham – serie TV, un episodio (1960)
- Lo sceriffo indiano (Law of the Plainsman) – serie TV, episodio 1x22 (1960)
- Ai confini della realtà (The Twilight Zone) - serie TV, episodio 1x30 (1960)
- The Man from Blackhawk – serie TV, un episodio (1960)
- Mr. Lucky – serie TV, episodio 1x32 (1960)
- Letter to Loretta – serie TV, 2 episodi (1960)
- Bonanza - serie TV, episodio 2x05 (1960)
- Michael Shayne – serie TV, 18 episodi (1960-1961)
- The Brothers Brannagan – serie TV, un episodio (1961)
- Scacco matto (Checkmate) – serie TV, episodio 1x26 (1961)
- Alfred Hitchcock presenta (Alfred Hitchcock Presents) – serie TV, un episodio (1961)
- The Tall Man – serie TV, un episodio (1961)
- 87ª squadra (87th Precinct) – serie TV, un episodio (1961)
- Bus Stop – serie TV, episodio 1x06 (1961)
- Bachelor Father – serie TV, un episodio (1961)
- Man of the World – serie TV, un episodio (1962)
- Il Santo (The Saint) – serie TV, 2 episodi (1962-1967)
- L'ora di Hitchcock (The Alfred Hitchcock Hour) – serie TV, episodio 1x30 (1963)
- ITV Play of the Week – serie TV, un episodio (1964)
- Gioco pericoloso (Danger Man) – serie TV, 2 episodi (1964-1965)
- Riviera Police – serie TV, episodio 1x02 (1965)
- Il virginiano (The Virginian) – serie TV, episodio 5x09 (1966)
- F.B.I. (The F.B.I.) – serie TV, 3 episodi (1966-1971)
- Dipartimento S (Department S) – serie TV, un episodio (1969)
- The Bold Ones: The Lawyers – serie TV, un episodio (1970)
- Mistero in galleria (Night Gallery) – serie TV, 2 episodi (1971)
- New Scotland Yard – serie TV, un episodio (1973)
- Pollyanna – serie TV, un episodio (1973)
- Barnaby Jones – serie TV, 2 episodi (1973-1978)
- Thriller – serie TV, un episodio (1974)
- Il delitto perfetto (Dial M for Murder) – serie TV, un episodio (1974)
- The Wide World of Mystery – serie TV, un episodio (1975)
- Agenzia Rockford (The Rockford Files) – serie TV, 2 episodi (1978)
- Stone – serie TV, episodio pilota (1979)
- La casa nella prateria (Little House on the Prairie) - serie TV, episodio 6x14 (1980)
- Lou Grant – serie TV, un episodio (1981)
- Voyagers! - Viaggiatori del tempo (Voyagers!) – serie TV, un episodio (1982)
- Brothers – serie TV, un episodio (1984)
- General Hospital – serie TV, 7 episodi (1987)

## Doppiatrici italiane
- Anna Teresa Eugeni in General Hospital